# Gasteracantha quadrispinosa
Espèce
Synonymes
- Gasteracantha papuana Thorell, 1881
- Gasteracantha quadrispina Lamb, 1911
- Gasteracantha wolfi Strand, 1911

Gasteracantha quadrispinosa est une espèce d'araignées aranéomorphes de la famille des Araneidae.

## Distribution
Cette espèce se rencontre en Australie au Queensland, en Indonésie en Nouvelle-Guinée occidentale et en Papouasie-Nouvelle-Guinée en Nouvelle-Guinée orientale et dans l'archipel Bismarck.

## Description

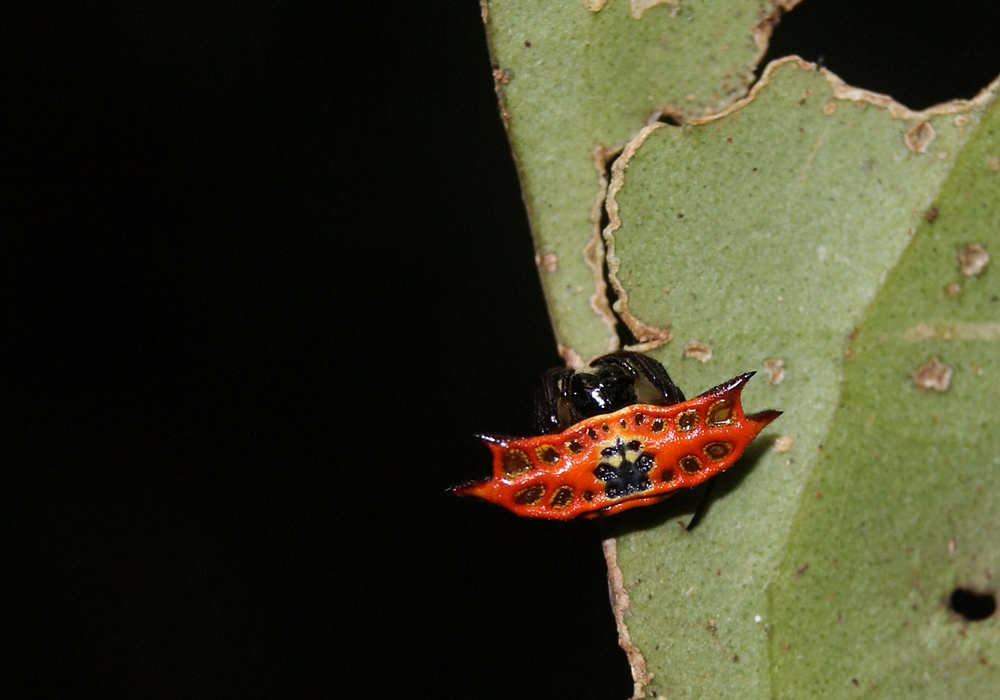
Gasteracantha quadrispinosa (Queensland, Australie)

L'abdomen de la femelle mesure de l'ordre de 6 mm dans la direction longitudinale et de l'ordre de 12 mm sans les épines dans la direction transversale,. Le mâle n'a pas été décrit.
L'abdomen est ovale, avec quatre angles, de grande dimension transverse d'au moins deux fois la dimension longitudinale. Le bord antérieur est convexe vers l'avant. Le bord postérieur est convexe vers l'arrière. L'abdomen est doté de quatre épines de taille modérée et placées aux quatre coins,. Les épines antérieures sont plus petites, plus fines et légèrement orientées vers l'avant,. La paire d'épines postérieure est manquante. Les épines latérales (qui sont donc les postérieures) sont orientées transversalement,. Les sigilla, au nombre de dix-neuf marginales et quatre centrales, sont réparties classiquement symétriquement par rapport à l'axe longitudinal. Dix sigilla ornent le bord antérieur, quatre forment un carré central et neuf sont placées près du bord postérieur,. L'abdomen est de couleur jaune-argile à jaune-marron avec les épines et les sigilla plus sombres. Un quadrangle noir central englobe les deux sigilla postérieures du carré central ainsi que les trois sigilla centrales de la ligne marginale postérieure,.
Les pattes sont courtes, brun foncé à noirâtre avec les fémurs jaunâtres.
Le céphalothorax est lisse et strié transversalement, de couleur marron foncé à noir profond.

## Espèce similaire
Gasteracantha quadrispinosa est assez proche de Gasteracantha mengei.

## Systématique et taxinomie
Cette espèce a été décrite par Octavius Pickard-Cambridge en 1879.

## Publication originale
- O. Pickard-Cambridge, 1879 : On some new and little known species of Araneidea, with remarks on the genus Gasteracantha. Proceedings of the Zoological Society of London, vol. 47, no 2, p. 279-293 (texte intégral).